# 南島原市立布津中学校
南島原市立布津中学校（みなみしまばらしりつ ふつちゅうがっこう）は、長崎県南島原市布津町乙にある公立中学校。略称は「布中」（ふちゅう）。

## 概要
歴史
1947年（昭和22年）の学制改革により新制中学校として開校。2012年（平成24年）に創立65周年を迎えた。
校訓
「自主・礼節・努力」
校章・校歌
校章・校歌ともに開校年の1947年（昭和22年）に制定。
校区
南島原市布津地区全域。小学校区は南島原市立布津小学校、南島原市立飯野小学校。

## 沿革
- 1947年（昭和22年）
  - 4月1日 - 学制改革（六・三制の実施）が行われる。
    - 布津村第一国民学校の初等科が改組され、「布津村立第一小学校」となる。
    - 布津村第一国民学校の高等科は青年学校の普通科とともに改組され、新制中学校「布津村立布津中学校」となる。初代校長は福島利雄が就任。
      - 校舎が完成するまでの間、第一小学校（布津小学校）の西校舎5教室を借用。

  - 6月 - 帽章・校章を制定。
  - 10月 - 校歌を制定。
- 1949年（昭和24年）9月 - 6教室を新築。
- 1953年（昭和28年）2月 - 4教室を増築。
- 1954年（昭和29年）
  - 7月 - 4教室を増築。
  - 9月 - 同窓会より校旗が贈呈される。
- 1955年（昭和30年）
  - 6月 - 2教室を増築。
  - 11月 - 運動場の整備を開始。
- 1956年（昭和31年）5月 - 放送設備を充実。音楽室に電蓄を設置。
- 1957年（昭和32年）5月 - 創立10周年を記念して庭園を造成。
- 1958年（昭和33年）9月 - 女子制服を制定。
- 1959年（昭和34年）6月 - 校門を整備。
- 1960年（昭和35年）11月 - 新校舎2棟が完成。
- 1962年（昭和37年）
  - 4月 - 生徒数が最大の709名（男子337名・女子372名）を記録する。
  - 8月 - 校舎建設のため、埋立工事を実施。
- 1963年（昭和38年）
  - 3月 - 技術室・理科室が完成。
  - 9月 - 女子制服を改定。
- 1964年（昭和39年）3月 - 体育館が完成。
- 1965年（昭和40年）12月 - 自転車置き場を設置。
- 1968年（昭和43年）
  - 2月 - グランドピアノを設置。
  - 9月 - 生徒名札制を開始。
- 1969年（昭和44年）4月1日 - 布津町の発足により「布津町立布津中学校」に改称。
- 1976年（昭和51年）3月 - 運動場を改修。
- 1980年（昭和55年）9月 - 新校舎が完成。
- 1981年（昭和56年）
  - 8月 - 運動場を改修。
  - 12月 - 楽焼窯を設置。
- 1982年（昭和57年）10月 - 部室が完成。
- 1982年（昭和58年）8月 - 画家の北岡哲雄より、絵画「ふるさと」が贈呈される。
- 1985年（昭和60年）2月 - 校歌碑を建立。体育館を改修。
- 1986年（昭和61年）2月 - 運動場にサーキット器具を設置。
- 1992年（平成4年）11月 - コンピューター室を整備。
- 1993年（平成5年）5月 - 学校給食を開始。
- 1994年（平成6年）2月 - 頭髪自由化を開始。
- 2006年（平成18年）3月31日 - 南島原市の発足に伴い、「南島原市立布津中学校」（現校名）に改称。

## 交通
最寄りのバス停は、島鉄バス加津佐・有家・島原駅線などの「布津総合支所前」バス停である。
国道251号（島原街道）が近隣を通過している。
なお、かつては本校の近くに島原鉄道線の布津駅があったが、2008年（平成20年）3月末をもって廃止された。

## 周辺
本校
- 南島原市立布津小学校
- 南島原市役所 布津庁舎（旧・布津町役場）
- 布津北部土地改良区
- 布津郵便局
- JA島原雲仙 布津支店
- 長崎県警察 南島原警察署 布津警察官駐在所

## 参考資料
- 「布津町史」（1998年（平成10年）3月10日発行, 布津町）p.
- 「長崎新聞に見る長崎県戦後50年史（1945～1995）」（1995年（平成7年）8月9日発行, 長崎新聞社）「布津町」